# September (Lied)
September ist ein Lied der US-amerikanischen Band Earth, Wind and Fire, das am 18. November 1978 von ARC/Columbia Records als Single veröffentlicht wurde. Der Song wurde von Allee Willis und Maurice White geschrieben, basierend auf einer vom Gitarristen Al McKay entwickelten Musiksequenz.
Es wurde 2018 in das National Recording Registry der Library of Congress aufgenommen, eine Liste von Tonaufnahmen, die „kulturell, historisch oder ästhetisch wichtig“ sind.
Im Jahr 2021 nahm der Rolling Stone „September“ auf Platz 65 seiner aktualisierten Liste der „500 Greatest Songs of All Time“ auf.

## Komposition
„September“ hat einen Funk-Groove, der auf einem viertaktigen Muster basiert, das zwischen Strophen und Refrain konsistent ist und auf einem Quintenzirkel aufbaut.
Sänger Maurice White und Songschreiber Allee Willis schrieben den Song innerhalb eines Monats in der Tonart A-Dur und unter Verwendung einer vom Earth, Wind & Fire-Gitarristen Al McKay geschriebenen Akkordfolge. Willis störte sich anfangs an dem kauderwelschartigen „ba-dee-ya“-Text, den White in dem Lied verwendete, und bat ihn, ihn umzuschreiben: „Ich sagte nur: 'Was zum Teufel bedeutet 'ba-dee-ya'?' Und er sagte nur: 'Wen interessiert das schon? Von ihm habe ich meine größte Lektion in Sachen Songwriting gelernt, nämlich, dass der Text niemals dem Groove in die Quere kommen darf.“ Der Song war auf der ersten Kompilation der Band – The Best of Earth, Wind & Fire, Vol. 1 – enthalten, nur um die Verkaufszahlen mit originellen Inhalten anzukurbeln.
Obwohl es verschiedene Theorien über die Bedeutung des Datums gibt, behauptete der Songschreiber Maurice White, er habe den 21. einfach deshalb gewählt, weil es sich beim Singen so gut anhörte. Allee Willis fügt hinzu: „Wir sind alle Daten durchgegangen: 'Erinnern Sie sich an das erste, das zweite, das dritte, das vierte ...' und das Datum, das sich am besten anfühlte, war das 21. Ständig kommen Leute auf mich zu und wollen wissen, was das für eine Bedeutung hat. Und es gibt keine Bedeutung, außer dass es sich einfach besser singen lässt als jedes andere Datum. Also ... sorry!“.

## Rezeption und Erfolg
September war einer der größten kommerziellen und kritischen Erfolge in der Karriere von Earth, Wind & Fire, und Sänger Philip Bailey hält ihn für einen der besten Songs der Gruppe. Der Song wurde von der British Phonographic Industry mit Silber zertifiziert und in den USA mit Gold (bis die RIAA 1989 die Verkaufszahlen für zertifizierte Singles senkte, entsprach eine Gold-Single 1 verkauften Einheit). „September“ wurde später von der RIAA mit Gold für digitale Verkäufe ausgezeichnet. Record World nannte ihn einen „sanften, schnellen Song, der die Stimmung der Herbstnostalgie einfängt und auch das Radiopublikum begeistern dürfte“. Im Jahr 2021 nahm der Rolling Stone „September“ auf Platz 65 seiner aktualisierten Liste der „500 Greatest Songs of All Time“ auf.
September ist einer der größten Hits der Gruppe in mehreren Jahrzehnten ihrer Tätigkeit. In einer Retrospektive über Earth, Wind & Fire von Billboard aus dem Jahr 2005 wurde der Song auf Platz sechs der Top-Singles der Gruppe gesetzt. Earth, Wind & Fire nahmen für ihr Weihnachtsalbum Holiday aus dem Jahr 2014 eine neue Version des Songs auf, der den Titel „December“ trägt.

### Kultureller Einfluss
„September“ ist im 21. Jahrhundert wieder in aller Munde und hat sich zu einem Internet-Meme entwickelt, das von den Nutzern der sozialen Medien mit originellen Inhalten gefüllt wird. Seit mehreren Jahren veröffentlicht Demi Adejuyigbe jedes Jahr am 21. September eine Reihe beliebter Videos mit neu abgemischten Versionen des Songs, die das Datum hervorheben.
Der Song ist in vielen Filmen zu hören: Sisqó und Vitamin C covern den Song während des Abspanns des Films Ran an die Braut (2001), in Nachts im Museum (2006) ist er in der letzten Szene vor dem Abspann zu hören, und eine Version mit der Band in Begleitung von Anna Kendrick und Justin Timberlake ist im Film Trolls (2016) zu hören. Im Film Polar aus dem Jahr 2019 erklingt der Song in der Eröffnungssequenz, und die Figuren singen ihn gemeinsam, nachdem sie einen erfolgreichen Hit gelandet haben. Im Film Robot Dreams aus dem Jahr 2023 wird der Song mehrfach verwendet, unter anderem zur Begleitung des Höhepunkts.
Im Vereinigten Königreich ist das Lied als Grundlage für Fußballgesänge bei einer Reihe von Vereinen beliebt: Einem Artikel des Guardian zufolge hat es seinen Ursprung beim Newcastle United F.C., wo die Fans im Herbst 2015 begannen, einen Gesang über den Spieler Chancel Mbemba zu singen. Es wurde auch von den Fans der englischen Fußballnationalmannschaft bei der FIFA-Weltmeisterschaft 2018 in Russland adaptiert: „Woah, England ist in Russland / Woah, trinkt den ganzen Wodka / Woah, England geht den ganzen Weg“.
Mit geändertem Text erschien das Lied 2022 auch in einem Weihnachts-TV-Spot für Kohl's.

## "September '99"
Ein Remix des Songs vom englischen Tanzmusik-Duo Phats & Small mit dem Titel „September '99“ wurde 1999 auf dem Kompilationsalbum The Ultimate Collection veröffentlicht. Die Single erreichte Platz 1 in den RPM Canadian Dance Songs Charts, Platz 4 in den UK Dance Charts und Platz 25 in den UK Singles Charts.

## Kirk Franklin Version
Kirk Franklin veröffentlichte 2007 eine Coverversion von „September“ auf Stax Records. Der Song erreichte Platz 17 in den Billboard Adult R&B Songs Charts und Platz 26 in den Billboard Hot Gospel Songs Charts. Frankins Interpretation wurde von Maurice White produziert und ist auf dem 2007 erschienenen Tribute-Album Interpretations: Celebrating the Music of Earth, Wind & Fire, und wurde als Leadsingle veröffentlicht, um das Album zu promoten.

### Rezeption
Steve Jones von USA Today schrieb: „Franklin verwandelt das energiegeladene ‚September‘ in einen gospelgetriebenen Tumult.“ James Christopher Monger von AllMusic fand, dass „Kirk Franklin eine tadellose, wenn auch fast identische Wiedergabe von ‚September‘ bietet“. Mike Joseph von PopMatters sagte: „Kirk Franklin nimmt ‚September‘ von der Band (wörtlich, indem er die Originalversion sampelt) und macht daraus eine Hymne des Überlebens, indem er ‚September‘ als Metapher für eine Zeit benutzt, in der die Dinge nicht so gut laufen, und indem er seinen talentierten Chor von Sängern benutzt, um dem Text eine jubelnde Lesart zu geben.“ People schrieb: „Kirk Franklin verwandelt ‚September‘ in eine mitreißende Feier des Glaubens.“